# Эффект генерации
Эффект генерации (англ. generation effect) — мнемический эффект, характеризующийся более высоким уровнем запоминания информации, достроенной (сгенерированной) самим человеком в сравнении с аналогичной информацией, предъявляемой в целом виде для чтения, просмотра или прослушивания.

## История
Данный эффект в ходе своих исследований открыли американские когнитивные психологи Норман Сламека (Norman Slamecka) и Питер Граф (Peter Graf) в 1978 году, опубликовав статью «Эффект генерации: определение феномена» (англ. The Generation Effect: Delineation of a Phenomenon). В ходе исследования Н. Сламека и П. Граф провели 5 простых экспериментов, которые были направлены на сравнение запоминания стимулов (слов), которые были сгенерированы самими субъектами, и стимулов, которые были просто представлены испытуемым для чтения. Во всех случаях уровень воспроизводимости и припоминания в условиях достраивания (генерации) был выше, чем в условиях простого чтения. Впоследствии существование феномена эффекта генерации было подтверждено неоднократно в различных исследованиях.
Стоит также отметить, что еще в 40-х годах XX века эффект генерации был подробно описан советским психологом, специалистом в области психологии памяти П. И. Зинченко, наряду с другими мнемическими эффектами. Зинченко обнаружил, что дети намного лучше запоминают числа в арифметических задачах, придуманные ими самими, чем числа, которые им предлагались в готовых примерах. Но стоит отметить, что только после исследования Н. Сламеки и П. Графа произошло закрепление эффекта генерации как самостоятельного в экспериментальной науке.

## Характеристики
Эффект генерации проявляется в более высоком уровне запоминания информации, созданной самим человеком, по сравнению с той, что была ему предъявлена. Это происходит за счет более сложной (детальной) обработки достраиваемой информации. Более глубокая обработка несет в себе больше смысловой нагрузки, в то время как простое «считывание» информации сводится всего лишь к аудиальной, визуальной или другой «поверхностной» обработке входного стимула. Наряду с этим, в качестве объяснения данного феномена следует то, что генерация информации требует больше когнитивных усилий и затрат, чем чтение, что способствует лучшей запоминаемости такого рода информации. Также процесс генерации предполагает установление большего числа ассоциативных связей, что увеличивает количество «маршрутов доступа» к сгенерированной информации, в отличие от простого «считывания». Эффект генерации положительно сказывается на задаче мониторинга реальности и отрицательно на определении внешних источников.

### Преимущества
Преимущества генерации показаны для разного рода задач: слова, предъявленные с пропущенными буквами, помнятся лучше, чем данные целиком; разгаданные из анаграмм слова помнятся лучше, чем просто предъявленные слова, и т. п. Преимущества, обнаруживаемые в условиях как произвольного, так и непроизвольного запоминания, особенно ярко наблюдаются в случае, если содержательно один стимульный материал (генерируемые слова) отличается от другого (прочитанные слова).

### Недостатки
Генерация может оказать негативное влияние на точность последующего воспоминания. Было показано, что непроизвольная абстракция правила привела к ошибочному воспроизведению предъявленной ранее информации. Испытуемые ложно запоминают сгенерированную информацию как ранее представленную.